# Mukhiddin Madaminov
 (mars 2025).
Mukhiddin Madaminov est un joueur d'échecs ouzbek né le 2 novembre 2006, grand maître international depuis 2024.
Au 1er mars 2025, il est le sixième joueur ouzbek et le 21e junior  mondial (moins de vingt ans) avec un classement Elo de 2 550 points.

## Biographie et carrière
Mukhiddin Madaminov finit premier ex æquo (quatrième au départage) de l'open de maîtres du festival d'échecs de Bienne en juillet 2024,.
La même année, il se qualifie pour la division II de la Julius Baer Generation Cup (septembre 2024) faisant partie du Champions Chess Tour 2024.
En février 2025, il remporte le tournoi fermé Al-Beruniy avec 6,5 points sur 9,.